# Decidualizacja
Decidualizacja – zmiany zachodzące w warstwie czynnościowej śluzówki macicy pod wpływem implantującej się blastocysty w reakcji na działalność wydzielniczą ciałka żółtego.
Decidualizacja polega na zwiększaniu się rozmiarów komórek warstwy zbitej macicy,
wakuolizacji ich cytoplazmy, gromadzeniu się w wakuolach glikogenu i ciał tłuszczowych, gromadzeniu się płynu wysiękowego między komórkami endometrium, rozszerzaniu się cew gruczołowych warstwy gąbczastej macicy oraz rozszerzeniu się występujących w jej obrębie naczyń krwionośnych.
Jest to reakcja podobna do zachodzącego w organizmie procesu zapalnego.